# Hội chứng sợ ánh sáng
Hội chứng sợ ánh sáng là nỗi sợ hãi đối với mặt trời, ánh sáng mặt trời, hay bất kỳ ánh sáng chói lóa nào. Đây là một loại ám ảnh cụ thể.

## Nguyên nhân
Hội chứng sợ ánh sáng được phân loại như là một loại rối loạn lo âu. Đôi khi, Hội chứng sợ ánh sáng được kích hoạt bởi các sự kiện tiêu cực xung quanh đối tượng sợ hãi hoặc các tình huống cực đoan - trong trường hợp này, có thể ai đó bị cháy nắng nặng. Trung tâm Y tế Thái Bình Dương cho rằng những người này đã tránh xa ánh sáng mặt trời vì lo ngại tỷ lệ ngày càng tăng của bệnh ung thư da hoặc mù lòa. Đây không phải là một căn cứ có khoa học, nhưng chỉ đơn giản là một giải pháp vô căn cứ và vô lý. Rối loạn ám ảnh cưỡng chế sẽ xảy ra nếu hội chứng này bao gồm một nỗi sợ hãi mãnh liệt khi bị ảnh hưởng một cách nguy hiểm do tiếp xúc với ánh nắng mặt trời hoặc ánh sáng chói. Các dạng sợ hãi gián tiếp dựa trên những nỗi sợ phi lý như thế có thể khiến người mắc phải hội chứng sợ ánh sáng phát triển nỗi sợ hãi ở nơi công cộng hoặc sợ hãi người dân nói chung, bởi vì sự sợ hãi bị gây hại bởi ánh sáng chói lóa có thể hạn chế đáng kể những nơi mà một người có thể thoải mái ghé thăm, cũng như ngăn chặn người đó ra ngoài vào ban ngày, khi hầu hết những người khác đang hoạt động. Các tình trạng y tế khác như đau nửa đầu có thể được kích hoạt bởi ánh sáng, và khiến da quá nhạy cảm với ánh sáng mặt trời. gây ra mụn nước, keratoconus (một bệnh về mắt tiến triển, trong đó giác mạc bình thường sẽ trở nên mỏng và bắt đầu phồng lên thành hình nón. Hình dạng hình nón này làm giảm ánh sáng khi nó đi vào mắt trên đường tới võng mạc và gây ra sự nhạy cảm với ánh sáng), những triệu chứng này có thể dẫn đến hội chứng sợ ánh sáng nếu người bệnh bắt đầu có cảm giác đau đớn và khó chịu với ánh sáng.

## Ảnh hưởng
Những người mắc phải hội chứng sợ ánh sáng có thể tự che mình bằng quần áo dài, bảo vệ hoặc mang dù che nắng khi ra ngoài vào ban ngày hoặc đơn giản là không bao giờ ra ngoài trời khi trời nắng, điều này hoàn toàn tùy thuộc vào mức độ nghiêm trọng của nỗi sợ hãi. Vì những người bị bệnh ở trong nhà nhiều hơn những người không bị bệnh, nó sẽ khiến họ dễ bị thiếu hụt vitamin D, cũng như trầm cảm do sự thiếu hụt vitamin D, cách ly và cảm giác xa lánh với người khác, và phải sống trong môi trường cô lập tối tăm liên tục. Tuy nhiên, một sự thiếu hụt vitamin có thể được giúp bằng cách bổ sung vitamin D hoặc bằng cách sử dụng thực phẩm bổ sung vitamin D.

## Triệu chứng
Các triệu chứng của hội chứng sợ ánh sáng phụ thuộc vào mỗi người. Những người bị bệnh nhẹ có thể cảm thấy khó chịu, run rẩy, buồn nôn hoặc tê liệt. Những người bị bệnh nặng có thể cảm thấy lo lắng hoặc bị các cơn hoảng loạn. Các triệu chứng khác bao gồm thiếu tập trung, cảm giác bị mắc kẹt, nhịp tim không đều, thiếu không khí, thở nhanh, miệng khô, đổ mồ hôi, chuột rút cơ và khó chịu về thể chất không thực sự gây ra bởi chấn thương cơ thể, nhưng là biểu hiện thể chất của hoảng sợ khi tiếp xúc với ánh sáng. Ví dụ, sự đau đớn về thể chất này có thể được biểu hiện khi ánh sáng mặt trời chiếu trực tiếp, ngay cả khi nhìn thấy rõ ràng là da của họ không thực sự cháy nhiều hơn những làn da khỏe mạnh do tiếp xúc với ánh nắng mặt trời, những người mắc hội chứng này vẫn cảm thấy như đang thực sự trải qua đau khổ. 

## Chữa trị
Hội chứng sợ ánh sáng có thể được điều trị bằng liệu pháp trò chuyện, liệu pháp phơi nhiễm, kỹ thuật tự giúp đỡ, nhóm hỗ trợ, liệu pháp nhận thức hành vi và kỹ thuật thư giãn. Đối với những người có thói quen kiêng kỵ, chống lo âu nghiêm trọng là một phương pháp điều trị được khuyến cáo.